# International Dendrology Society Year Book
International Dendrology Society Year Book (abreviado Int. Dendrol. Soc. Year Book) es una revista con ilustraciones y descripciones botánicas que es publicada en Londres desde el año 1966.